# 吾斯
吾斯（？—143年），中国东汉是南匈奴左部句龙王，汉顺帝永和五年（140年），他和句龙王车钮一起反汉。攻打西河，招降右贤王，率领七八千骑兵围攻美稷（今内蒙古准格尔旗西北）杀死朔方郡、代郡长官。五月，被汉朝度辽将军马续击败，九月，拥立車紐为单于。东联乌桓，西联羌胡数万，攻下京兆虎牙营，杀死上郡都尉、军司马，掠夺并州、凉州、幽州和冀州。十一月，汉朝使匈奴中郎将张耽在马邑击败他们，车纽投降。吾斯还是和乌桓侵犯汉边。汉安元年（142年）秋，他联合薁鞮臺耆、且渠伯德攻打并州，第二年，使匈奴中郎将马实派人把吾斯刺杀。